# Cleistanthus dallachyanus
Cleistanthus dallachyanus là một loài thực vật có hoa trong họ Diệp hạ châu. Loài này được (Baill.) Benth. mô tả khoa học đầu tiên năm 1873.